# John Chayka
John Chayka (* 9. Juni 1989 in St. Catharines, Ontario) ist ein ehemaliger kanadischer Eishockeyspieler und jetziger -funktionär. Von Mai 2016 bis Juli 2020 fungierte er als General Manager der Arizona Coyotes in der National Hockey League. Im Alter von 26 Jahren war er bei seiner Ernennung der jüngste General Manager in der Geschichte der NHL.

## Karriere
Chayka spielte lediglich während seiner Juniorenzeit Eishockey und war unter anderem für die Cowichan Valley Capitals in der British Columbia Hockey League aktiv, ehe er 2010 seine aktive Karriere aufgrund einer Rückenverletzung beenden musste. In der Priority Selection der Ontario Hockey League war der rechte Flügelstürmer bereits im Jahr 2005 in der 15. Runde an 289. Stelle von den Plymouth Whalers ausgewählt worden.
Bereits im Jahr 2009 hatte Chayka mit einem Geschäftspartner Neil Lane die Firma Stathletes, Inc. gegründet und als deren Director of Hockey Operations fungiert. Das Unternehmen befasst sich der Auswertung von Eishockeyspielen auf Basis einer eingehenden Videoanalyse, anhand derer sich objektive Eindrücke und Tendenzen zu Spieler- und Teamleistungen ableiten lassen.  Im Jahr 2014 erlangte Chayka seinen Bachelor of Business Administration an der University of Western Ontario.
Vor Beginn der Saison 2015/16 wurde Chayka als Assistent des damaligen General Managers Don Maloney angeheuert. Nach dessen Entlassung übernahm Chayka im Mai 2016 den Posten. Im Juli 2020 trat er überraschend von seinem Amt zurück, während sich die Coyotes auf die Playoffs 2020 vorbereiteten. Seine Nachfolge übernahm vorerst Steve Sullivan.